# Seychellois långhår
Seychellois långhår är en kattras som har samma utseende och egenskaper som en balines, fast med tillägget att den över hela kroppen är vitfläckig.